# Hoy no me puedo levantar (canción)
«Hoy no me puedo levantar» fue el primer sencillo publicado por el grupo español Mecano. Fue lanzado el 22 de junio de 1981 y se vendieron 35 000 copias, si bien en la portada (CBS A-1192) se lee la fecha errónea de 1980.

## Historia
Nacho Cano había estado tratando de escribir alguna canción para Mecano decidido a colaborar con la banda, ya que hasta esos días su hermano José María había escrito todas las canciones. El 27 de mayo de 2015, Nacho comentó en primicia al periodista Ismael Cala de CNN en español, que la letra de la canción vino a su mente producto de una mañana en la cual se despertó con borrachera y escribió lo primero que se le vino a la mente. El artista comentó en dicha entrevista que ese día descubrió que la creatividad provenía del día a día y sus vivencias.

## Las canciones
La canción de la cara A es una de las más importantes  del repertorio del grupo, porque es la que los dio a conocer no solo en España, sino también en otros países. El tema salió publicado mucho tiempo antes de terminarse el álbum completo en donde se lo incluyó finalmente. Se puede decir que se lanzó esta canción a manera de experimento por parte de la compañía discográfica, para sondear cómo resultaban las ventas del sencillo en el mercado y, obviamente, la aceptación o no del público.
La canción comenzó a ser promocionada en la radio y poco a poco fue despertando el interés en el público radioescucha, esto, al poco tiempo se vio reflejado en muy buenas ventas del sencillo, lo cual motivó a C.B.S. para arriesgarse a publicar otro sencillo. Gran parte de esta promoción a nivel de las emisoras de radio fue realizada por los propios Mecano, debido a una falta de promoción y logística por parte de la misma compañía discográfica.
Aunque en los créditos del disco aparece reflejado de manera oficial que la autoría del tema está a cargo de los dos hermanos Cano (José en la letra del tema y Nacho en la música) se sabe, no solo por comentarios de los mismos integrantes del grupo en entrevistas, sino también por las biografías autorizadas que se han publicado hasta el momento que el autor real de la canción es Nacho. Se desconocen las razones por las cuales aparecieron los dos como coautores.
La canción nos narra las consecuencias que sufren los jóvenes al día siguiente después de pasar toda una noche de juerga, «bebiendo, fumando y sin parar de reír», como dice parte de la letra de la canción. El primero en hacerse eco fue el público adolescente, aunque también despertó interés entre los adultos.
«Hoy no me puedo levantar» tuvo como canción acompañante en la cara B un tema que no se incluyó finalmente en el álbum: se trata de «Quiero vivir en la ciudad», tema que curiosamente también se hizo sonar mucho en la radio y para el que incluso se realizó una especie de videoclip para el programa de TVE Pista libre. Curiosamente, la voz cantante en esta canción se reparte entre los tres miembros del grupo, que se van alternando.

## La portada
En la portada, los integrantes del trío madrileño se presentan ataviados conforme a la moda new romantic, con ropas negras y blancas, sobre unos fondos grises y unos motivos de arquitectura griega antigua. Nacho y Ana sostienen sendas bolas blancas de cristal. La peluquería corrió a cargo de Joaquín y Pedro. En la contraportada figuran las letras de las dos canciones. 

## Listado de temas

### Cara A
«Hoy no me puedo levantar» (3:16) (I. Cano / J.M. Cano)

### Cara B
«Quiero vivir en la ciudad» (2:43) (I. Cano / J.M. Cano)

## Versiones
- Fey, en el disco "La fuerza del destino"
- El niño gusano, en el EP "Bernadutz", Grabaciones en el mar, 1995.
- Cifu (Celtas Cortos), en el disco "Versión imposible"
- Edurne, en el disco "Premiere"
- Professor, versión rap.
- Smitten, en el disco "Tributo a Ana, José y Nacho"
- La Tercera República, en el disco "En tu fiesta me colé. Homenaje a Mecano"
- Además existen varias versiones hechas en los musicales de Nacho Cano.

## Enlaces
- Portada del disco sencillo de vinilo: "Hoy no me puedo levantar".
- Contraportada del disco sencillo de vinilo: "Hoy no me puedo levantar".
- Mecano: HOY NO ME PUEDO LEVANTAR (videoclip oficial) la Edición de España.
Existen dos videoclips no-oficiales publicados en México en el año 1983 (imágenes diferentes al videoclip original).
- Discografía y material gráfico del primer álbum

.
- Datos: Q5903676